# Jordraket
Vid enklare ledningsbyggnadsprojekt, exempelvis då skyddsrör för elkabel eller bredband ska förläggas schaktfritt under en väg- eller järnvägsbank, är jordraket en lämplig metod. Jordraketen drivs av tryckluft och har ett fjädrande borrhuvud som ger hög slagkraft och god riktningsstabilitet. Framdrivningen går snabbt och kostnaden är rimlig.
Metoden fungerar bäst då marken är homogen och fri från block. Den fungerar varken i lös lera eller under grundvattennivån. Jordraketen är känslig för hinder som kan få borrhuvudet att ändra riktning. Därför krävs övervakning medan arbetet pågår. Jordraketen uppfanns och patenterades av Tracto. Dock har patentet gått ut och det finns många som har kopierat idén och säljer liknade maskiner idag.

## Tekniska data
| Max ledningsdiameter | 160 mm                    |
| Max längd            | 30 - 40 meter             |
| Rörmaterial          | Plast                     |
| Utrymmesbehov        | Små start/mottagarschakt  |
| Begränsningar        | Lera, större stenar, berg |